# Wikstroemia ridleyi
Wikstroemia ridleyi är en tibastväxtart som beskrevs av James Sykes Gamble. Wikstroemia ridleyi ingår i släktet Wikstroemia och familjen tibastväxter. Inga underarter finns listade i Catalogue of Life.